# Sockermålning
Sockermålning är en typ av teknik med vars hjälp det går att skapa bilder, och som ofta används som pyssel för barn. En blandning av lika delar vatten och socker strykes på ett papper som därefter bildar grund för själva sockermålningen, som utförs med pensel och vattenfärg.